# Zornia myriadena
Zornia myriadena är en ärtväxtart som beskrevs av George Bentham. Zornia myriadena ingår i släktet Zornia och familjen ärtväxter. Inga underarter finns listade i Catalogue of Life.